# Реткон
Реткон (англ. retcon, від англ. retroactive continuity) — прийом у художній творчості, офіційна зміна певних відомостей у творі, що відбувається після його публікації. Нова інформація з перевидань, продовжень або пов'язаних пізніших творів замінює стару і вважається правдивою, а стара упускається. Часто реткон описується як «переписування історії заднім числом». Вперше термін застосовано в 1983 році в журналі «All-Star Squadron» (№ 18).
Реткон може змінювати як окремі деталі, так і весь сюжет і світ твору. Основними підставами для застосування реткону слугують перегляд автором певних елементів у продовженнях твору, нові відкриття і винаходи, які вступають в суперечність з описаними, суперечності між творами франшиз, які створюються різними авторами.

## Види реткону
Основними різновидами реткону є додавання нових фактів, зміна наявних, ігнорування сюжетних ліній або цілих творів, ніби їх не існувало, «стиснення часу» між подіями оригінального твору і продовжень.
- Додавання — уточнення фактів або додавання нових, щоб пов'язати оригінальний твір з продовженнями. Зазвичай не порушує оповіді, а тільки глибше розкриває певні аспекти чи додає інакший погляд на них. Так, в «Зоряних війнах» столиця Галактичної Імперії спочатку називалася просто Центром Імперії, що відповідає її статусу. Пізніше було уточнено, що ця планета має назву Корусант.
- Зміна — заперечення певних фактів і заміна їх новими. Іноді це реалізується через додавання нових відомостей, які кардинально змінюють описане раніше. Наприклад, Артур Конан Дойл свого часу оголосив свого персонажа Шерлока Холмса загиблим, але був змушений «оживити» його на прохання читачів, додавши історію удаваної смерті. Подібно Ільф і Петров зобразили смерть Остапа Бендера в романі «12 стільців», але повернули його в «Золотому теляті» зі згадкою як Бендера було врятовано. Комікси про супергероїв постійно осучаснюються і перезапускаються, залишаючи основі риси героя тими ж. До прикладу, перший комікс про Супермена, що вийшов у 1938 році, описував його пригоди як тогочасні, а пізніші твори про цього персонажа відсували події до свого часу.
- Ігнорування — оголошення певних фактів або цілих творів неправдивими. Так, розширений всесвіт «Зоряних воєн» (всі романи, комікси, відеоігри за ним) з виходом сьомої частини кіноепопеї було оголошено неканонічним. Реткон такого виду частий у літературі до настільних ігор. Наприклад, у Warhammer 40,000 нові видання правил і художній опис вигаданого всесвіту завжди переважають над старими і цілі набори фігурок, відповідні організації з планетами й військовими кампаніями часом оголошуються такими, що ніколи не існували.
- Стиснення часу — створення «сучасного» продовження, події якого описуються так, наче відбуваються через нетривалий термін після оригінального твору, тоді як в дійсності минули роки і десятиліття.